# Villanova Canavese
Villanova Canavese (piemontesisch Vilaneuva Canavèis) ist eine Gemeinde in der italienischen Metropolitanstadt Turin (TO), Region Piemont.

## Lage und Einwohner
Villanova Canavese liegt 27 km nordöstlich von Turin. Das Gemeindegebiet umfasst eine Fläche von 3 km² und hat 1211 Einwohner (Stand 31. Dezember 2023). Die Nachbargemeinden sind Mathi, Nole, Grosso, Cafasse und Fiano.

## Geschichte

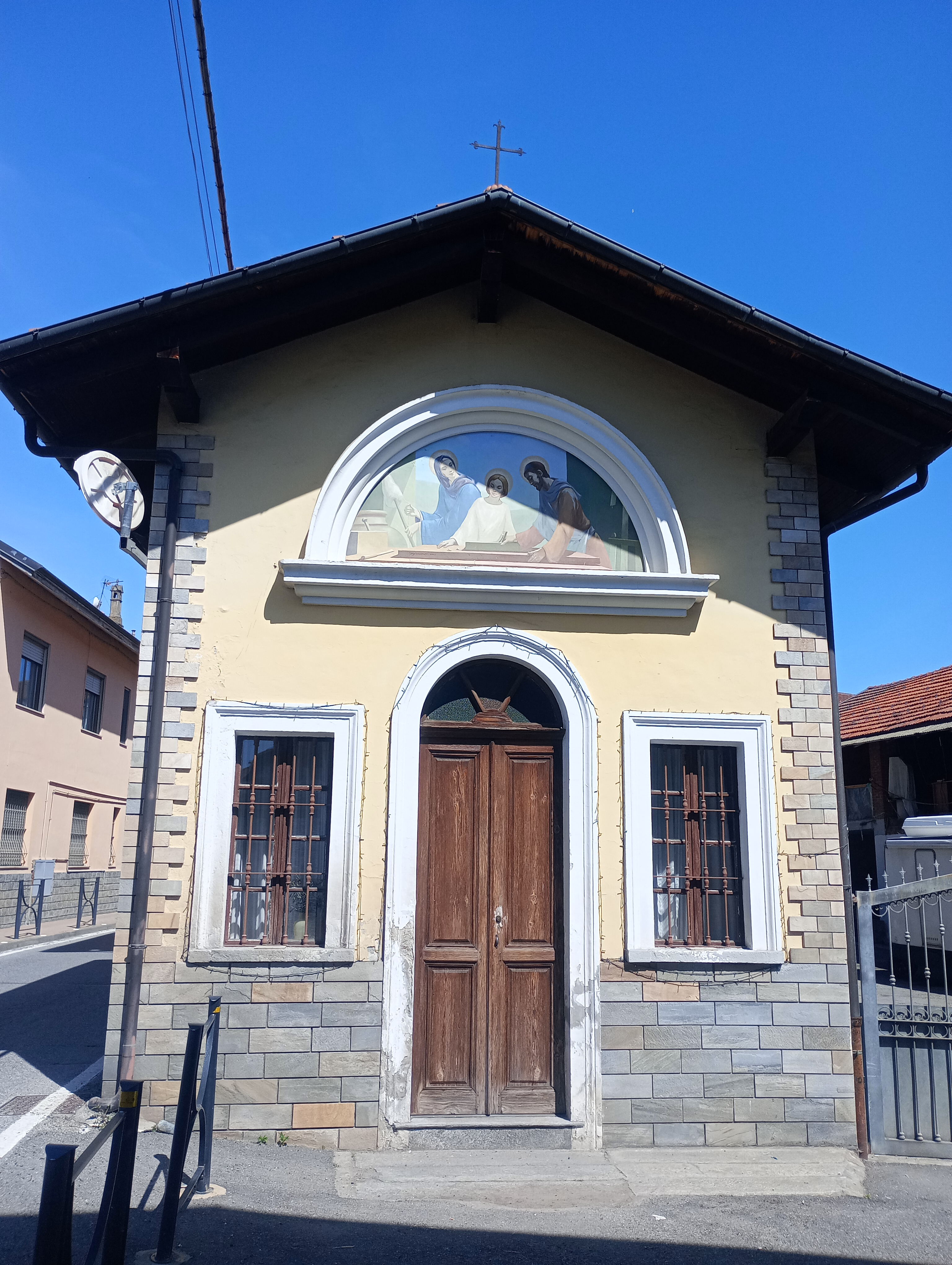
Kapelle San Giuseppe

Die Stadt liegt in der Ebene an der Mündung des Flusses Stura, an dessen linkem Ufer, in einer Landschaft, die durch ein dichtes Netz von Bewässerungskanälen aus dem Nole bealera und gesäumt von Pappeln gekennzeichnet ist. Der Name verrät deutlich die Ursprünge des Dorfes, die mit der Gründung bewohnter Ortschaften (Borgofranchi, Villefranche, Villenove) im 11. und 12. Jahrhundert verbunden sind, die besondere Privilegien genossen. Die erste Erwähnung der Stadt stammt aus dem Jahr 1269 und ist in einer Kaufurkunde zwischen den Vizegrafen von Baratonia und den Grafen von Biandrate enthalten. 1329 ging das Dorf an die Fürsten von Acaia über, die 1342 wichtige Privilegien gewährten; 1347 wurde das Dorf zusammen mit Balangero und Mathi als Lehen an Manfredo der Markgrafen von Saluzzo übergeben. Nochmals in den Jahren 1378 und 1391 wurden Villanovas Autonomieräume erneut bestätigt. Immer zusammen mit Mathi und Balangero ging es 1584 an die Provana di Leynì über. Andrea, ein Mitglied dieser Familie, gewährte weitere und besondere Ausnahmen sowie die Trennung von Mathi und Balangero, auch wenn das Dorf weiterhin Teil der Kastellanei des Letzteren blieb.
In den Jahren 1705–1706 erlebte die Stadt dramatische Momente, als die Franzosen während der Belagerung von Turin das Gebiet plünderten und verwüsteten. Im Jahr 1885 wurde der Name von Villanova di Mathi in Villanova Canavese geändert. 1927 verlor die Stadt ihre Autonomie und wurde zu Nole zusammengefasst. 1947 wurde es wieder eine eigenständige Gemeinde. Die künstlerischen Zeugnisse sind nicht sehr aussagekräftig. Die Ruinen eines mittelalterlichen Turms, der im letzten Jahrhundert stark beschädigt wurde, sind wahrscheinlich die letzten Zeugnisse der antiken Zufluchtsstätte. Die Pfarrkirche San Massimo am Hauptplatz weist keine nennenswerten stilistischen Besonderheiten auf. Das Gebäude ist klein, hat ein einziges Kirchenschiff und ist mit einer Orgel ausgestattet.
Zur traditionellen Agrarwirtschaft, die auf dem Getreideanbau und dem Weinbau basiert, ist eine gewisse industrielle Präsenz hinzugekommen, insbesondere im mechanischen Sektor. Entlang der Stura gibt es einige Steinbrüche, die Sand und Kies für die Bauindustrie liefern.